# Wasił Drumew (miejscowość)
Wasił Drumew (bułg. Васил Друмев) – wieś w północno-wschodniej Bułgarii, w obwodzie Szumen, w gminie Szumen. Według danych Narodowego Instytutu Statystycznego, 31 grudnia 2011 roku wieś liczyła 250 mieszkańców.